# Famille Szécsi
 (avril 2025).
La famille Szécsi ou Széchy est une famille noble hongroise. Elle est issue du clan Balog.

## Histoire
Le premier ancêtre connu vécut au temps du roi Béla IV de Hongrie (1235-1270). Il existe deux branches, celle de Felső-lindvai, éteinte au début du XVIe siècle, et celle de Rima-szécsi, éteinte en 1684.

## Personnalités

### Branche de Felsőlindva
- Péter Szécsi, főispán (comte-suprême) de Nógrád en 1328.
- Ivánka Szécsi (fl. 1374), Grand échanson du royaume de Hongrie. Fils du précédent.
- Miklós I Szécsi (1320-1387), homme politique et général hongrois, il fut notamment palatin de Hongrie, ban de Croatie et Slavonie.
- Miklós II Szécsi (en) (mort vers 1430), Maître du trésor du royaume (1408-1410). Fils du précédent.
- Miklós IV Szécsi, Grand écuyer du royaume en 1469[1].
- Dénes III Szécsi (1400-1465), cardinal hongrois, prince-primat de Hongrie.

### Branche de Rimaszécs
- Dénes I, fondateur de la branche de Rimaszécs.
- Tamás III Szécsi (†1618), főispán de Gömör, titré comte.
- Maria Szécsi (†1686), épouse d'Étienne III Bethlen, prince de Transylvanie, de István Kun puis du comte Ferenc Wesselényi (en), palatin de Hongrie.